# We Wear the Crown
We Wear the Crown ist eine in den 1980er-Jahren in Frankfurt am Main gegründete Hip-Hop-Formation, die von Edwin Enrico Lopez (auch bekannt als Mix Master Eddie Action und  Rico Sparx) ins Leben gerufen wurde. Der Name steht symbolisch für den Sieg bei der Breakdance-Europameisterschaft 1984, damals noch mit der Gruppe Universal Movements, aus welcher dann We Wear the Crown entstand.

## Geschichte
Rico Sparx selbst kam aufgrund eines Militärdienstes bei der US-Army Anfang der 1980er Jahre aus der Hip-Hop-Hauptstadt New York ins Rhein-Main-Gebiet und verbrachte daraufhin den Rest seines Lebens in Deutschland († 2013). Bei We Wear the Crown versammelte er die besten MCs, Breaker, DJs und Graffitikünstler des Landes. Neben beispielsweise Eric Gold (Doctor D.) und Graffitilegende Pino Caruso (Kidstar) war auch Turbo B, später sehr erfolgreich mit der Gruppe Snap!, Teil der Formation.
Später wurden auch die Mitglieder der kleineren Frankfurter Gruppe Crushin‘ Productions in den Kreis von We Wear the Crown aufgenommen. Neben Ingo Zahn (Iz), Markus Löffel (Mark Spoon) und DJ Marc Francis (DJ Starscream) wurde damit auch Moses Pelham, damals als Moses P. agierend, später u. a. bekannt durch sein Rödelheim Hartreim Projekt und sein Musiklabel 3p, Teil von We Wear the Crown.
In den folgenden Jahren tourte die Gruppe von Jam zu Jam durch verschiedene Städte in ganz Deutschland. Beispielsweise war die Crew 1988 Teil des Lineups der legendären Jam in Mainz. Laut Aussagen von Moses Pelham konnte der Gruppe zu dieser Zeit in keiner der vier Elemente des Hip-Hops das Wasser gereicht werden.
Sodann feierten die Mitglieder Rico Sparx und Moses P. erste kommerzielle Erfolge mit Tracks wie Ay-Ay-Ay (What We Do for Love) von Rico Sparx feat. Moses P. und Moses Pelhams Solotrack Twilight Zone. Es war der erste kommerziell erfolgreiche Rap aus Deutschland.
Rico Sparx war mit We Wear the Crown rückblickend eine der größten Schlüsselfiguren für die Entstehung von Hip-Hop und Rap in Deutschland und für die weitere Entwicklung entscheidend. 2013 verstarb Rico Sparx aufgrund von Komplikationen nach einer Operation.